# 샤푸르 바크티아르
샤푸르 바크티아르(1914년 6월 26일~1991년 8월 6일)는 이란의 정치가, 작가이다.
1952년부터 1년간 모하마드 모사데그 내각에서 노동부 차관을 지냈다. 자유주의적 성향인 야권의 중심 인물로 여러 차례 수감되었으나, 1978년 이후 반정부 시위가 격화되면서 반대 세력과의 타협을 이끌어낼 인물로 모하마드 레자 팔라비 황제에 의해 총리로 낙점되었다. 36일간 이란 제국 최후의 총리를 지내면서 정치범 사면, 검열 및 계엄령 완화 등 유화 정책을 시행했으나, 루홀라 호메이니는 바크티아르와의 타협을 거부하였다. 결국 이란 제국이 붕괴하고, 그 해 4월 바크티아르 또한 파리로 망명하였다.
이슬람 정권은 궐석재판에서 그에게 사형 판결을 내렸다. 1980년 7월 18일, 파리 근교의 자택에서 암살될 뻔하기도 했다. 그 이후로도 프랑스에서 호메이니 정권에 반대하는 활동을 이어오다 1991년 8월 6일, 비서와 함께 파리의 그의 자택에서 살해되었다.